# Cyclocross-Weltmeisterschaften/Amateure
Das Einzelrennen der Amateure war ein Wettbewerb bei den Cyclocross-Weltmeisterschaften.
Die ab 1950 ausgetragene Cyclocross-WM war ursprünglich als offener Wettbewerb konzipiert, für den Profis und Amateure zugelassen waren. 1967 bekamen die Amateure ihr eigenes Rennen, dessen erste Austragung gleich umstritten war: Der Gewinner, Michel Pelchat, war noch vier Wochen zuvor Profi gewesen und fuhr mit der Ausrüstung seines Vertrags-Teams.
Die bei den Amateuren erfolgreichen Fahrer wechselten im Laufe ihre Karriere zumeist ins Profilager über, mehrere von ihnen (De Vlaeminck, Thaler, Liboton, Šimůnek, Kluge, Pontoni) wurden auch Weltmeister bei den Profis bzw. der Elite. Mit Einführung der Einheitslizenz in den 1990er Jahren wurde das Amateur-Rennen abgeschafft; es gibt seither nur ein Rennen der Elite-Kategorie.

## Palmarès
| Jahr | Austragungsort    | Gold                | Silber                   | Bronze               |
| ---- | ----------------- | ------------------- | ------------------------ | -------------------- |
| 1967 | Zürich            | Michel Pelchat      | Julien Vanden Haesevelde | Peter Frischknecht   |
| 1968 | Luxemburg         | Roger De Vlaeminck  | Peter Frischknecht       | Cock van der Hulst   |
| 1969 | Magstadt          | René De Clercq      | Roger De Vlaeminck       | Robert Vermeire      |
| 1970 | Zolder            | Robert Vermeire     | José María Basualdo      | Norbert Dedeckere    |
| 1971 | Apeldoorn         | Robert Vermeire     | Dieter Uebing            | Jacques Spetgens     |
| 1972 | Prag              | Norbert Dedeckere   | Miloš Fišera             | Wolfgang Renner      |
| 1973 | London            | Klaus-Peter Thaler  | Robert Vermeire          | Ekkehard Teichreber  |
| 1974 | Bera              | Robert Vermeire     | Klaus-Peter Thaler       | Ekkehard Teichreber  |
| 1975 | Melchnau          | Robert Vermeire     | Klaus-Peter Thaler       | Gerrit Scheffer      |
| 1976 | Chazay-d’Azergues | Klaus-Peter Thaler  | Robert Vermeire          | Ekkehard Teichreber  |
| 1977 | Hannover          | Robert Vermeire     | Ekkehard Teichreber      | Vojtěch Červínek     |
| 1978 | Amorebieta        | Roland Liboton      | Gilles Blaser            | Karl-Heinz Helbling  |
| 1979 | Saccolongo        | Vito Di Tano        | Hennie Stamsnijder       | Ueli Müller          |
| 1980 | Wetzikon          | Fritz Saladin       | Andrzej Mąkowski         | Grzegorz Jaroszewski |
| 1981 | Tolosa            | Miloš Fišera        | Grzegorz Jaroszewski     | Paul De Brauwer      |
| 1982 | Lanarvily         | Miloš Fišera        | Radomír Šimůnek          | Ueli Müller          |
| 1983 | Birmingham        | Radomír Šimůnek     | Werner Van Der Fraenen   | Petr Klouček         |
| 1984 | Oss               | Radomír Šimůnek     | Miloslav Kvasnička       | Frank van Bakel      |
| 1985 | München           | Mike Kluge          | Beat Schumacher          | Bruno D’Arsié        |
| 1986 | Lembeek           | Vito Di Tano        | Ivan Messelis            | Ludo De Rey          |
| 1987 | Mladá Boleslav    | Mike Kluge          | František Klouček        | Roman Kreuziger      |
| 1988 | Hägendorf         | Karel Camrda        | Roger Honegger           | Henrik Djernis       |
| 1989 | Pontchâteau       | Ondrej Glajza       | Radomír Šimůnek          | Roger Honegger       |
| 1990 | Getxo             | Andreas Büsser      | Miloslav Kvasnička       | Thomas Frischknecht  |
| 1991 | Gieten            | Thomas Frischknecht | Henrik Djernis           | Daniele Pontoni      |
| 1992 | Leeds             | Daniele Pontoni     | Dieter Runkel            | Thomas Frischknecht  |
| 1993 | Corva             | Henrik Djernis      | Ralph Berner             | Daniele Pontoni      |

## Medaillenspiegel
| Platz | Land             | Gold | Silber | Bronze | Gesamt |
| ----- | ---------------- | ---- | ------ | ------ | ------ |
| 1     | Belgien          | 9    | 6      | 4      | 19     |
| 2     | Tschechoslowakei | 6    | 6      | 3      | 15     |
| 3     | Deutschland      | 4    | 5      | 4      | 13     |
| 4     | Schweiz          | 3    | 5      | 8      | 16     |
| 5     | Italien          | 3    | 0      | 2      | 5      |
| 6     | Dänemark         | 1    | 1      | 1      | 3      |
| 7     | Frankreich       | 1    | 0      | 0      | 1      |
| 8     | Polen            | 0    | 2      | 1      | 3      |
| 9     | Niederlande      | 0    | 1      | 4      | 5      |
| 10    | Spanien          | 0    | 1      | 0      | 1      |
| Total | Total            | 27   | 27     | 27     | 81     |